# Страхование на дожитие
Страхование на дожитие — один из основных видов страхования жизни. Лежит в основе долгосрочного накопительного страхования, на долю которого приходится более половины всей собираемой в мире страховой премии. Является специфической формой долгосрочного сбережения денежных средств. Может применяться как самостоятельный вид страхования жизни, так и входить составной частью в смешанное страхование жизни.
Страховыми случаями, при наступлении которых возникает обязанность страховщика выплатить страховое обеспечение, являются смерть застрахованного или его дожитие до согласованного в договоре страхования срока (дня дожития). Выплату при дожитии застрахованного до установленного в договоре страхования срока получает либо сам страхователь, либо назначенное им в качестве выгодоприобретателя лицо. При смерти застрахованного до установленного срока выплату получает лицо, являющееся выгодоприобретателем на случай смерти застрахованного лица.
Величина страховой суммы определяется при заключении договора и складывается, как правило, из уплачиваемой страховой премии и запланированного дохода от инвестирования этой премии.
При страховании на дожитие важное значение имеют актуарные расчёты, основанные на анализе таблиц смертности и вычислении функции дожития.
Страхование на дожитие — один из наиболее динамично развивающихся видов страхования в России. В 2011 году по этому виду страховщиками было собрано 29,1 млрд руб. страховых премий (в 2010 году — 18,3 млрд руб.) и выплачено 6,1 млрд руб. (в 2010 году — 6,4 млрд руб.).